# Crazy Boys
Crazy Boys — долгоиграющая демозапись группы «Четыре таракана» 1991 года.

## Об альбоме
Альбом распространялся на аудиокассетах через студию «Колокол», никогда не издавался официально и не включён в дискографию группы.

## Песни
- «Под потными обоями» — оригинальное название песни «Кто мне скажет?»;
- Песня «ЧК» вышла на альбоме «Duty Free Songs» под названием «Шилов вернулся»;
- Песня «Кто мне скажет?» вышла на альбоме «Duty Free Songs» под названием «Песня о жизни»

## Список композиций
1. «ЧК» — 3:03
2. «Крыса» — 2:35
3. «Iron Man» — 3:29
4. «Прохожий крутит пальцем у виска» — 3:13
5. «Come On My Baby» — 3:47
6. «Пиво» — 2:16
7. «I’ll Fuck My King in the Ass» — 3:43
8. «Кто мне скажет?» — 4:18
9. «Crazy Boys» — 2:31

## Участники записи
- Юрий Ленин — вокал
- Дмитрий Воробьёв — гитара
- Дмитрий Спирин — бас-гитара
- Денис Рубанов — барабаны